# Космічний вестерн
Космічний вестерн (від англ. Space Western) — жанр пригодницької наукової фантастики, що має характерні елементи вестерну, перенесені у фантастичний антураж (на відміну від жанру науково-фантастичний вестерн, який переносить фантастичні елементи в антураж Дикого Заходу). Іноді розглядають як піджанр космічної опери.
Дія космічних вестернів, як правило, відбувається у далекому майбутньому, на інших планетах. Типовим для цього жанру є реалізація у форматі кіно та телебачення, хоча існують також комікси, книги та відеоігри.
Як самостійний жан зародився у 1930-х роках. За однією з версій, значну роль у його становленні відіграв американський журнал Astounding Science Fiction, перший редактор якого Гаррі Бейтс орієнтував авторів на схрещування жанрів та перенесення популярних напрямків мистецтва у фантастичне оточення.

## Приклади жанру
- Trigun — манґа (1995) та аніме (1998)
- Cowboy Bebop (1998)
- Привиди Марса (2001)
- Світляк (2002)
- Місія Сереніті (2005)
- Серія ігор Borderlands
- Соло. Зоряні Війни. Історія (2018)